# Marie Bashkirtseff
Marie Bashkirtseff (russisk: Мария Константиновна Башкирцева, ukrainsk: Марі́я Костянти́нівна Башки́рцева (tr.), født 24. november 1858 i Det russiske kejserdømme, Havrontsi ved Dykanka, Poltava oblast, dagens Ukraine ; død 31. oktober 1884 i Paris) var en ukrainsk maler virksom i Frankrig.
Bashkirtseff voksede op hos bedsteforældrene, flyttede 1870 med sin mor til Frankrig og begyndte 1877 studier hos Rodolphe Julian og Jules Bastien-Lepage. Hun var elev på kunstskolen Académie Julian i Paris, der i modsætning til det franske kunstakademi havde kvindelige elever.
Hun udstillede på Salonen 1880, samme år som hendes tuberkulose blev bekræftet. 1887 udkom hendes dagbøger der opnåede kultstatus, og hendes liv er filmatiseret, bl.a. i Italien med skuespilleren Isa Miranda i hovedrollen.
| - Værker af Bashkirtseff - Alexandrine Patchenko, 1881 Bashkirtseffs svigerinde - Mødet, 1884 - I atelieret, 1881, som skildrer undervisningen for kvindelige elever på Académie Julian i Paris, hvor hun havde været elev. - Selvportræt med palet, 1880 - Ung kvinde med syren, 1880 - Læsende kvinde ved vandfald, 1882 - Læsende, 1882 - I tågen, 1882 - Paraplyen, 1883 - Efterår, 1883 |